# Прапор Пряшівського краю

Прапор Пряшівського краю (співвідношення 2:3)

Прапор Пряшівського краю Словаччини складається з чотирьох горизонтальних смуг у поєднанні кольорів білий-жовтий-синьо-червоний, причому біла та червона смуги вдвічі ширші за жовту та синю.
Дизайн прапора є переможцем у конкурсі дизайну. Кольори походять від герба краю, як того вимагає положення про змагання. Прапор був прийнятий 23 жовтня 2002 року.